# اجناسيو غارسيا
اجناسيو غارسيا (بالإسبانية: Ignacio A. García) (20 أغسطس 1986 سانتا كروز دي لا سييرا بوليفيا - ) هو لاعب كرة قدم بوليفي يلعب كمدافع.

## مسيرته الكروية
لعب اجناسيو غارسيا خلال مسيرته الاحترافية مع 8 أندية في سبعة عشر موسمًا وسجل خلالها 31 هدفًا ضمن 378 مباراة. حيث فاز في موسمين بالكأس وفي أربعة مواسم بالدوري.
خاض اجناسيو غارسيا مسيرته مع نادي بوليفار في عامي 2004-2006 في المرة الأولى ولمدة موسمين ثم في موسم 2007 واستمر معه طيلة ثلاثة مواسم، مشاركًا طوالها في 113 مباراة سجل خلالها 6 أهداف. ثم انتقل إلى نادي بلومينغ ما بين عامي 2006 و2007 في المرة الأولى لمدة موسم واحد ثم في عامي 2011-2013 ولمدة موسمين، حيث شارك طوالها في 26 مباراة ولم يسجل أي هدف. لينتقل بعدها إلى Club Aurora ‏ ما بين عامي 2010 و2011 لمدة موسم واحد، مشاركًا في 28 مباراة سجل خلالها 8 أهداف. ثم انتقل إلى نادي سان خوسيه في موسم 2012–13 في المرة الأولى لمدة موسم واحد ثم في موسم 2016–17 ولمدة موسمين، مشاركًا طوالها في 54 مباراة سجل خلالها 4 أهداف. هذا وانتقل لاحقًا إلى نادي خورخي ويلسترمان في موسم 2013–14 لمدة موسم واحد، مشاركًا في 27 مباراة ولم يسجل أي هدف. ثم انتقل بعدها إلى نادي ناسيونال بوتوسي في موسم 2014–15 ولمدة موسمين، مشاركًا في 80 مباراة سجل خلالها 11 هدفًا. ليعود وينتقل من جديد، لكن هذه المرة إلى نادي ريال بوتوسي ما بين عامي 2019 و2020 لمدة موسم واحد، مشاركًا في 21 مباراة ولم يسجل أي هدف.

## روابط خارجية
- اجناسيو غارسيا على موقع إي إس بي إن إف سي (الإنجليزية)
- اجناسيو غارسيا على موقع قاعدة بيانات كرة القدم.إي يو (الإنجليزية)
- اجناسيو غارسيا على موقع ناشيونال فوتبول تيمز (الإنجليزية)
- اجناسيو غارسيا على موقع Soccerway.com (الإنجليزية)